# Johan Andersen
Johan Andersen (Aarhus, 14 de janeiro de 1920) é um ex-canoísta dinamarquês especialista em provas de velocidade.

## Carreira
Foi vencedor da medalha de prata em K-1 1000 m em Londres 1948.